# کوسه کوتوله خاردار
کوسه کوتوله خاردار (نام علمی: Squaliolus laticaudus) نام یک گونه از راسته خاردارکوسه‌سانان است.